# 比爾達鄉
45°25′45″N 21°20′20″E / 45.42917°N 21.33889°E
比爾達鄉（羅馬尼亞語：Comuna Birda, Timiș），是羅馬尼亞的鄉份，位於該國西部，由蒂米什縣負責管轄，面積45平方公里，海拔高度102米，2002年人口1,955，人口密度每平方公里43人。